# 智炤夫人
智炤夫人（?—?）金氏，《三国史记·新罗本纪》作智照夫人，新羅第29代君主武烈王和文明王后的第三女。
太宗武烈王二年（唐高宗永徽六年、655年）十月，王女智照下嫁大角干金庾信。金庾信是文明王后的兄弟，智炤夫人的舅舅。金庾信死后，智炤夫人落髮爲尼，文武王对夫人说：“现在中外平安，君臣高枕無憂，是拜太大角干所賜。惟夫人宜其室家，儆誡相成，陰功茂焉。寡人欲報之德，未嘗一日忘于心。赐给你南城租税每年一千石。”

## 家族
- 父亲：武烈王
- 母亲：文明王后
  - 兄弟：金法敏
  - 兄弟：金仁問
  - 兄弟：金文王
  - 兄弟：金老且
  - 兄弟：金智鏡
  - 兄弟：金愷元
  - 姐妹：古陀炤
  - 姐妹：瑤石公主
  - 丈夫：金庾信
    - 长子：伊湌金三光
    - 次子：蘇判金元述
    - 三子：海干金元貞
    - 四子：大阿湌金長耳
    - 五子：大阿湌金元望
    - 另有四个女儿

## 影视作品
- 《大王之梦》（KBS，2012年-2013年，賈媛 饰演）